# Bruce Catton
Charles Bruce Catton (9 ottobre 1899 – 28 agosto 1978) è stato un giornalista e storico statunitense.

## Biografia
Vinse il Premio Pulitzer per la storia nel 1954 grazie a A Stillness at Appomattox, che racconta l'ultimo anno della guerra di secessione descrivendo le campagne di Ulysses Simpson Grant in Virginia dal 1864 alla fine della guerra nel 1865. Nella lunga lista degli storici della Guerra di secessione, Catton è di gran lunga il più prolifico e popolare di tutti, con l'unico possibile rivale rappresentato da Shelby Foote.
Catton ricevette un riconoscimento da parte del presidente Harry Truman nel 1959 per il "servizio meritorio nel campo della storia della Guerra civile". Ricevette la Medaglia presidenziale della libertà nel 1977 dal presidente Gerald Ford.